# Ever Chávez
Ever Gustavo Chávez Hernández (Pisco, 28 de diciembre de 1984) es un futbolista peruano que juega como centrocampista y su equipo actual es Alianza Pisco que participa en la Copa Perú.

## Trayectoria
Sus mejores años como futbolista lo hizo con León de Huánuco donde ganó la Copa Perú 2009, fue subcampeón nacional en el 2010, jugó la Copa Libertadores 2011 y la Copa Sudamericana 2012. En el 2018 desciende de categoría con Comerciantes Unidos.

## Clubes
| Club                | País | Año         |
| ------------------- | ---- | ----------- |
| Alianza Pisco       | Perú |             |
| Abraham Valdelomar  | Perú | 2005        |
| Sport Victoria      | Perú | 2006        |
| Sport Huamanga      | Perú | 2007 - 2008 |
| León de Huánuco     | Perú | 2009 - 2014 |
| Sport Huancayo      | Perú | 2015 - 2017 |
| Comerciantes Unidos | Perú | 2018        |
| Ayacucho FC         | Perú | 2019        |
| Comerciantes Unidos | Perú | 2020        |
| Alianza Pisco       | Perú | 2023 -      |

## Palmarés

### Campeonatos nacionales
| Título    | Club            | País | Año  |
| --------- | --------------- | ---- | ---- |
| Copa Perú | León de Huánuco | Perú | 2009 |